# 松本かつぢ
松本 かつぢ（まつもと かつぢ、1904年7月25日 - 1986年5月12日）は、日本の画家、漫画家、童画家。本名は松本勝冶。妹の龍子は蕗谷虹児の妻。

## 略歴
1904年（明治37年）、兵庫県神戸市に生まれる。画家・蕗谷虹児の渡仏送別記事を読み画家を志す。立教中学在籍中のアルバイトで博文館の雑誌のカットを描き、これが挿絵画家の道に入るきっかけとなった。立教中学を中退して川端画学校に入り、1928年（昭和3年）、挿絵画家としてデビュー。少女雑誌で少女ファンの圧倒的な支持を集め、中原淳一と人気を二分する画家となった。大正期から昭和初期に人気を誇った高畠華宵の後、蕗谷、加藤まさをの抒情画が『少女画報』『少女倶楽部』『令女界』等の誌上で人気を呼び、それに続いたのが松本、中原らである。中原が作品掲載を禁止された後の『少女の友』を支えた。1934年（昭和9年）に『少女の友』4月号付録で発表した『？のクローバー』などで、奥行きのある画面構成と躍動感のある描写を追求した。1938年（昭和13年）に、少女漫画の先駆け的作品である『くるくるクルミちゃん』の連載を開始、戦争の激化で連載終了となるが戦後復活し掲載誌を変えながら断続的に35年にわたって連載が続けられた。

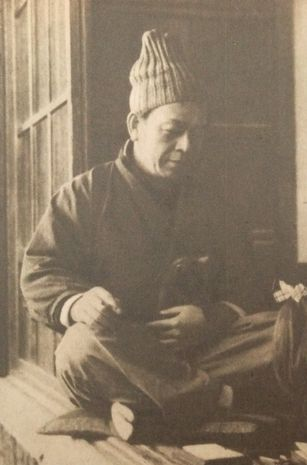
アサヒグラフ1949年

戦後は、動画の仕事やベビーグッズの企画・制作も手がけた。1971年（昭和46年）に静岡県田方郡中伊豆町（現在の伊豆市）にアトリエを築き、晩年をそこで過ごした。田村セツコ、鈴木悦郎、上田トシコらが松本に師事している。
2015年、アニメ制作会社エクラアニマルによりアニメ化を目指し、パイロット版アニメーションを含めた10分間のプロモーション映像作品が制作されていた。
2008年には京都精華大学教員で漫画研究者のレイチェル・ソーン（en:Rachel Thorn）により、英語圏に紹介したい少女漫画家として挿絵入りで詳細な英語版Wikipediaが作成された。

## 著書
- 『？（なぞ）のクローバー』実業之日本社少女の友昭和9年4月号別冊付録、1934年[4]。
- 『ピチ子とチャー公 湖畔の一夏』実業之日本社少女の友昭和9年8月号別冊付録、1934年。『ピチ子とチャー公』は、同誌に1933年から1937年に連載された[5]。
- 『板チョコ三人組 お山の一夏』実業之日本社少女の友昭和11年8月号別冊付録、1936年[6]。
- 『クロネコタービー』実業之日本社 1946年[7][8]
- 『難破船』集英社『少女ブック』1952年第2巻第4号[9]。
- 『しゃっくりちゃん』集英社『少女ブック』1954年9月号[10]。
- 『つの笛のひびき』集英社『少女ブック』1954年9月号付録[11]。
- 『いたずらまあちゃん』小学館小学一年生1956年3月号[12]。
- 『星の王女さま』集英社『りぼん』1956年8月号[13]。
- 『げんきなぺぽちゃん』小学館小学二年生1956年9月号[14]。
- 『くるくるクルミちゃん』国書刊行会、1987年。
  - 1巻ISBN 978-4336022776
  - 2巻ISBN 978-4336022783}
- 絵本
  - 槇本ナナ子文『おこったかみなりさま』講談社『うかれたバイオリン』講談社の絵本 ゴールド版22に収載。1959年[15]。
  - 柴野民三文『まけたかなぶつさま』講談社『せむしの子うま』講談社の絵本 ゴールド版23に収載。1959年[16]。
  - 鈴木比呂志文『どうぶつむらのえき』講談社『はちかつぎ姫』講談社の絵本 ゴールド版26に収載。1959年[17]。
  - 宮脇紀雄文『七ばんめのむすめ』講談社『童謡画集2』講談社の絵本 ゴールド版31に収載。1960年[18]。
  - 村岡花子文『すずのへいたい』講談社『アンデルセン童話集』講談社の絵本 ゴールド版37に収載。1960年[18]。
  - 藤島登茂樹文『しろいからす』講談社『野口英世』講談社の絵本 ゴールド版43に収載。1960年[19]。
  - 大木雄二文『かもとりごんべえ』講談社『ジャックと豆の木』講談社の絵本 ゴールド版45に収載。1960年[20]。
  - 原作ヘレン・バンナーマン 川崎大治文『ちびくろさんぼ』講談社の絵本ゴールド版101 1962年[21]。
  - 立原えりか文『ベビーちゃん』小学館のベビー絵本9 1968年[22]。
  - 原作ルイス・キャロル 宇津原ゆかり文:復刻版絵本『ふしぎの国のアリス』ニジノ絵本屋 2017年ISBN 978-4908683091}
- 挿し絵
  - 西城八十作『西城八十詩集』実業之日本社『少女の友』付録 1938年[23]
  - ジーン・ウェブスター作『あしながおぢさん』実業之日本社『少女の友』付録 1938年[24]
  - 大阪圭吉作『香水紳士』実業之日本社『少女の友』1940年5月号[25]
  - 川端康成著『乙女の港』東和社 1948年 . NCID BA72090104
  - 由利聖子著『モダン小公女』偕成社 1948年[26][27]
  - 『ゲームハンドブック』実業之日本社『少女の友』付録 1950年[28]
  - 紅ユリ子著『じゃんけん少女』集英社『少女ブック』1954年9月号[10]
  - 吉田絃二郎文『かぐやひめ』小学館小学一年生1955年10月号[29]
  - 平塚鶴夫作『嵐の小鳩』集英社『少女ブック』1956年頃[30]
  - 神沢利子文『ぴーたー＝ぱん』講談社『たのしい幼稚園』1961年8月号[31]
  - 葉屋正明文『どうぶつたちと7つのふうせん』表紙絵 ます美書房 1963年[32][33]
  - 槙本ナナ子文『みつばちマーヤのぼうけん』小学館『ピノキオ』（オールカラー版世界の童話9）収載 1966年[34][35]
  - 山本和子著『ぼうけんのめいさくたからばこ』学研プラス2013年ISBN 978-4052036170}
  - 吉屋信子著『からたちの花 (吉屋信子少女小説集1)』文遊社 2015年ISBN 978-4892571312}
  - 吉屋信子著『青いノート・少年 (吉屋信子少女小説集2)』)』文遊社2016年ISBN 978-4892571329}
  - 吉屋信子著『白鸚鵡 (吉屋信子少女小説集3)』文遊社2018年ISBN 978-4892571336}
  - 吉屋信子著『紅雀(吉屋信子少女小説選3)』 ゆまに書房2003年ISBN 978-4-8433-0996-4}[36]
- カバー画
  - 吉屋信子著『三つの花(吉屋信子少女小説選4)』 ゆまに書房2003年ISBN 978-4-8433-1061-8}[37][38][39]
- その他
  - 軍事郵便（慰問）絵葉書[40]
  - 『隣組かるた』 実業之日本社『少女の友』1941年第34巻第1号付録[41]
  - 『クルミちゃんぬりえ』昭和20年代（1945年 - 1954年頃）[42]
  - 『親指姫双六』ヒマワリ社『ひまわり』1950年新年号付録[43]
  - カレンダー 小学館『女学生の友』1951年1月号付録[44]

## キャラクター
- ポンピー - 玩具に使われたキャラクター[45][46]
- ハームとモニー - 女の子（ハーム）と男の子（モニー）の、ベビー食器のデザインの為のキャラクター[47]
- 花の精ウキウキ[48]

## 評価
漫画コラムニストの夏目房之介は、松本の描く溌剌と行動する少女像から、松本が戦前の良妻賢母思想に支配された少女幻想を打破する少女像を持っていたものと考察している。またその作風から、戦後手塚治虫が実現するストーリー漫画への志向が松本にはあったと評している。